# 大辛庄遺跡
大辛庄遺跡（だいしんしょういせき）は、中国の山東省済南市歴城区王舎人街道大辛荘村の東南に位置する殷代の遺構を中心とする遺跡である。遺跡の面積はおよそ30万平方mあまりにおよぶ。
遺跡は1936年にイギリス人のドレイク（F.S.Drake）によって発見された。1950年代以後の数度の調査と試掘を経て、1984年に山東大学と省・市の文博による共同発掘がおこなわれ、殷代の民家や墓や井戸の跡が発見され、あわせて大量の文物が出土した。2003年の発掘では殷代の刻辞卜甲が発見された。

## 発見及び研究
済南市にある斉魯大学の教授であったドレイク（F.S.Drake）は、1935年に膠済線付近で行われた考古学調査によって大辛庄遺跡を発見した。ドレイクは4回にわたる調査に関する報告書の内容を、1939年と1940年の2回に分けて発表した。報告書には出土品のさまざまな特徴を記録しており、殷代頃に制作されたと思われる青銅器、骨製品、石器、土器などについて説明している。
山東大学と省文博らは、1950年代から1980年代にかけて、大辛庄遺跡で調査や発掘を行った（小規模ではあるが）。1955年に行われた試掘調査では、二里崗文化（前1500年頃～前1400年頃）の文物が出土した。この発見は、山東省において初となる晩殷時代の文物の発見となった。1984年、山東大学、済南市文博、山東省文物考古研究院からなる調査チームは、数々の基礎、墓、多数の人間の頭蓋骨が入った井戸、100以上の甲骨の破片を発掘した。1964年、考古学者である鄒衡により、発掘された陶磁器の様式的特徴から、二里崗文化時代後期から晩殷時代にかけての時代であると考えられた。そして、1990年代に入ってから、層序学的データが集められ、この遺跡から出土した鬲や甲骨の破片の分析により、より決定的なものとなった。2002年に開始された大規模な地域調査では、龍山文化時代（前3000年頃〜前1900年頃）と岳石文化時代（前1900年頃〜前1500年頃）の期間での人間の居住形跡も見られた。その後、周代と漢代にかけての居住形跡も見られた。

## 遺跡
大辛庄遺跡は、済南市歴城区王舎人街道大辛荘村の南側に位置し、遺跡付近には膠済線が通っている。また、北へ3km先には小清河があり、多くの小川が小清河に繋がっている。

### 歴史

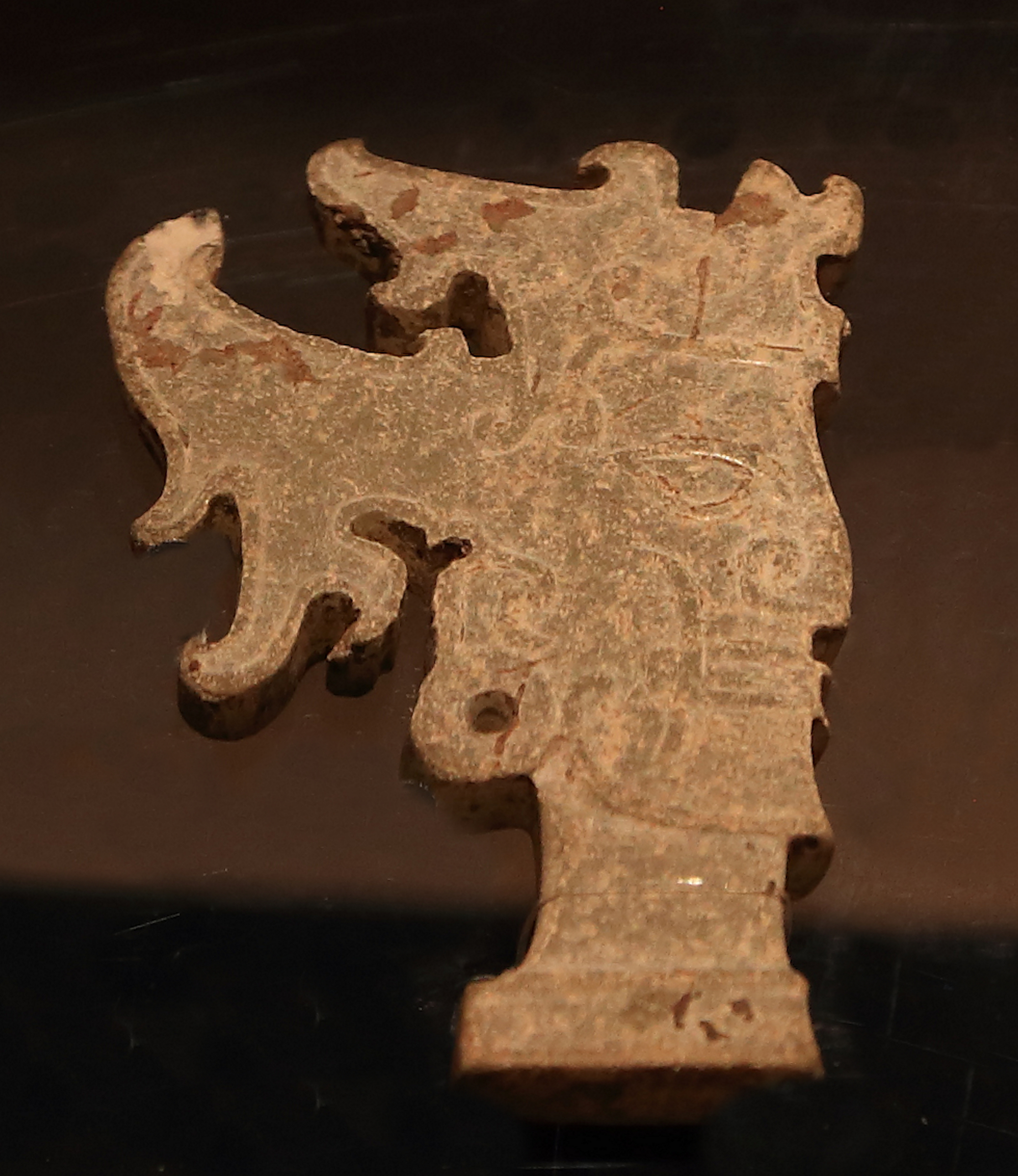
良渚博物院で展示されている大辛荘遺跡の文物。

大辛庄遺跡は、山東省北西部の済水流域に位置する大辛庄型などとも呼ばれる同時代の遺跡の中でも著名な遺跡である。大新庄は、前掌大遺跡とその南（滕州市の潯江沿いに位置する）にある関連遺跡と並んで、山東における二里岡文化の最も古い遺跡として知られている。
中国の考古学では、二里岡文化及び遺跡を夏代のものとみなすか、殷代のものと見なすかについて、はたまた両方とも違う新たな中央集権国家なのかで論争が広く行われている。中国の考古学者や歴史家は一般的に遺跡を殷の宮殿であるとしているが、一部の研究家は、遺跡を一つの中央集権国家とみなしている。大辛庄遺跡についてもわかっていない点は多く、行政や軍事上の重要な拠点であったかもしれないし、二里岡文化圏の人々が東に移動した際に作られた遺跡という説もある。中国の歴史家である袁广闊は遺跡について、二里岡文化圏の遺跡であるとし、加えて首都のような機能を持ち、軍事拠点としても使われていたと考えている。
二里岡文化圏の人々が東方へ移動するようになったのは紀元前13世紀のこととされており、二里岡文化は岳石文化圏にも影響をもたらし、いつしか岳石文化は二里岡文化によって西側では消滅するに至った。しかし、二里岡文化の拡大は大辛庄遺跡で止まっている。おそらく岳石文化圏勢力による軍事的抵抗によるものだと考えられている。